# Euptilon arizonense
Euptilon arizonense is een insect uit de familie van de mierenleeuwen (Myrmeleontidae), die tot de orde netvleugeligen (Neuroptera) behoort. 
Euptilon arizonense is voor het eerst wetenschappelijk beschreven door Banks in 1935.